# Strasbourg (incrociatore da battaglia)
Lo Strasbourg fu un incrociatore da battaglia (a volte classificato come "nave da battaglia veloce") della Marine nationale francese, seconda e ultima unità della classe Dunkerque ed entrato in servizio nell'aprile 1939.
Più veloce delle navi da battaglia vere e proprie, ma anche meno armata e corazzata, questa classe era stata progettata per rispondere alle "corazzate tascabili" tedesche della Classe Deutschland. Il progetto era molto innovativo, con la maggior parte dell'armamento concentrata davanti in due torrette quadrinate, una caratteristica centrale delle navi da battaglia francesi presente anche sulle navi della classe Richelieu completate e cioè la omonima nave da battaglia e la Jean Bart. Inoltre per la prima volta era prevista una batteria secondaria con il doppio scopo di anti-cacciatorpediniere e antiaerea.
L'unità fu impiegata nelle fasi iniziali della seconda guerra mondiale insieme alla sorella Dunkerque; sfuggito alla distruzione della flotta francese a Mers-el-Kébir del 3 luglio 1940, lo Strasbourg fu una delle principali unità navali della Marine nationale rimaste sotto il controllo della Francia di Vichy ma vide scarso impiego, finendo infine per autoaffondarsi a Tolone il 27 novembre 1942 con il resto della flotta francese onde non cadere nelle mani dei tedeschi; riportato a galla nel luglio 1943 e nuovamente affondato nell'agosto 1944 da un bombardamento aereo, lo scafo fu impiegato come nave bersaglio fino alla sua demolizione nel maggio 1955.

## Storia

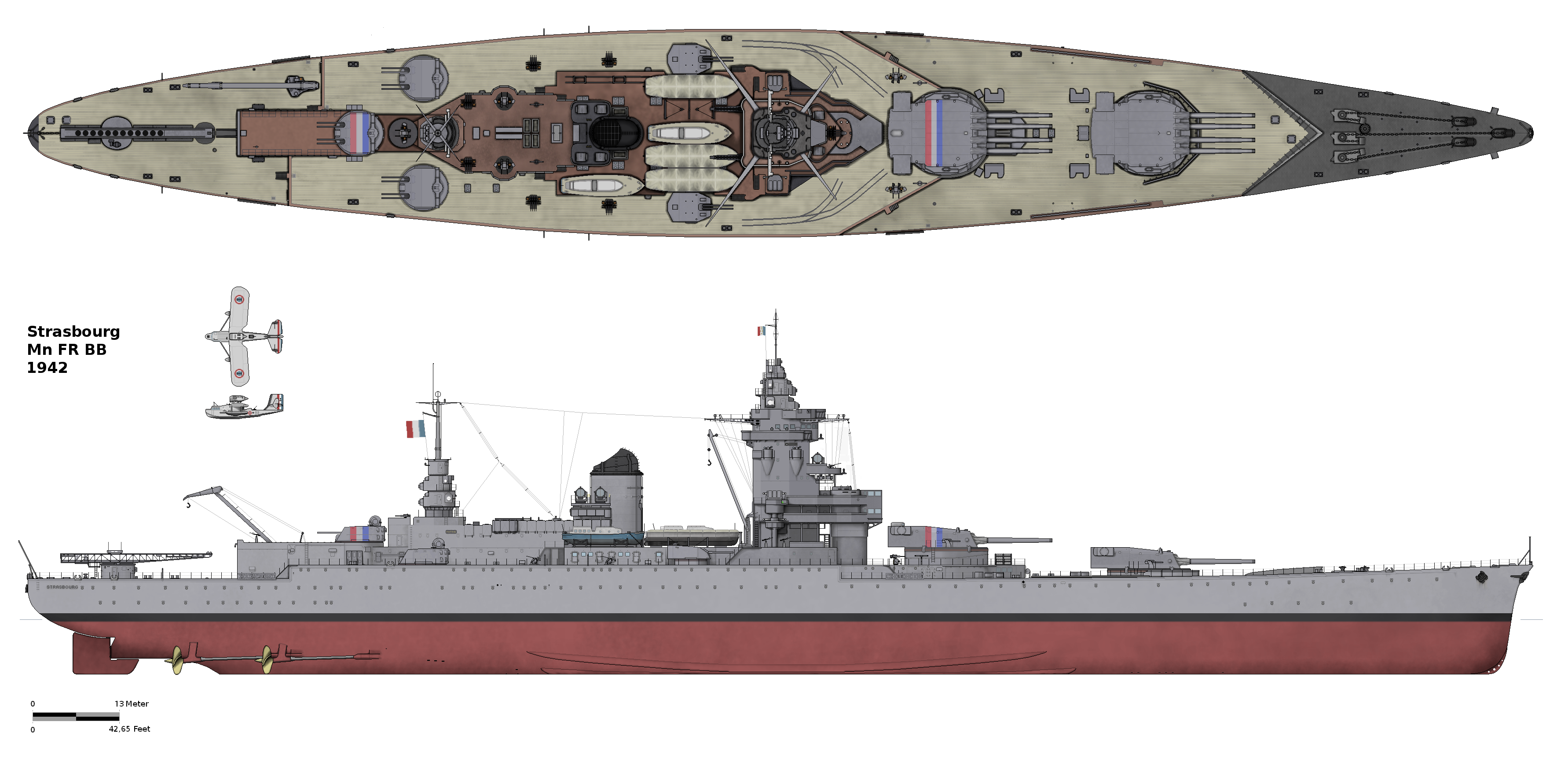
Schema della nave

La costruzione dell'unità fu ordinata il 16 luglio 1934, come risposta all'avvio da parte dell'Italia mussoliniana della realizzazione delle nuove navi da battaglia classe Littorio; la nave fu impostata il 25 novembre 1934 nei cantieri della Ateliers et Chantiers de la Loire di Saint-Nazaire e varata il 12 dicembre 1936 con il nome di Strasbourg in onore dell'omonima città francese; la nave lasciò quindi Saint-Nazaire per Brest il 15 marzo 1938 per le prove in mare, entrando ufficialmente in servizio con la Marine nationale il 29 aprile 1939. Assegnata alla Flotta dell'Atlantico, con il gemello Dunkerque la nave andò a formare la 1ère Division de Ligne; dopo una visita ufficiale a Lisbona tra il 3 e il 4 maggio per partecipare ai festeggiamenti per l'anniversario della scoperta del Brasile da parte di Pedro Álvares Cabral, entrambe le unità, accompagnate da tre moderni incrociatori leggeri a formare la 4ª Divisione incrociatori, compirono tra maggio e giugno un giro delle basi navali britanniche tra cui Liverpool, Loch Ewe, Scapa Flow e Rosyth prima di rientrare a Brest.
Allo scoppio della seconda guerra mondiale nel settembre 1939, lo Stasbourg e il Dunkerque furono aggregati alla Force de Raid, la formazione che riuniva le più moderne unità della Marina nationale, di base a Brest sotto il comando del vice ammiraglio Marcel Gensoul; la formazione fu subito impegnata per dare la caccia alle corazzate tascabili tedesche nell'oceano Atlantico, divisa in più gruppi distinti integrati con unità della Royal Navy britannica: la Strasbourg servì nella Force X di base a Dakar con l'incrociatore pesante francese Dupleix e la portaerei britannica HMS Hermes, intenta a dare la caccia alla corazzata Admiral Graf Spee nell'Atlantico meridionale ma senza esito, rientrando poi a Brest dopo l'autoaffondamento dell'unità tedesca il 17 dicembre 1939 dopo la battaglia del Río de la Plata. Il 2 aprile 1940 la Force de Raid fu inviata nel mar Mediterraneo per contrastare eventuali attività belliche dell'Italia, ma dopo pochi giorni fu richiamata a Brest a seguito degli sbarchi tedeschi in Norvegia; infine, il 24 aprile 1940 lo Strasbourg e il Dunkerque furono dislocati nella base di Mers-el-Kébir in Algeria.

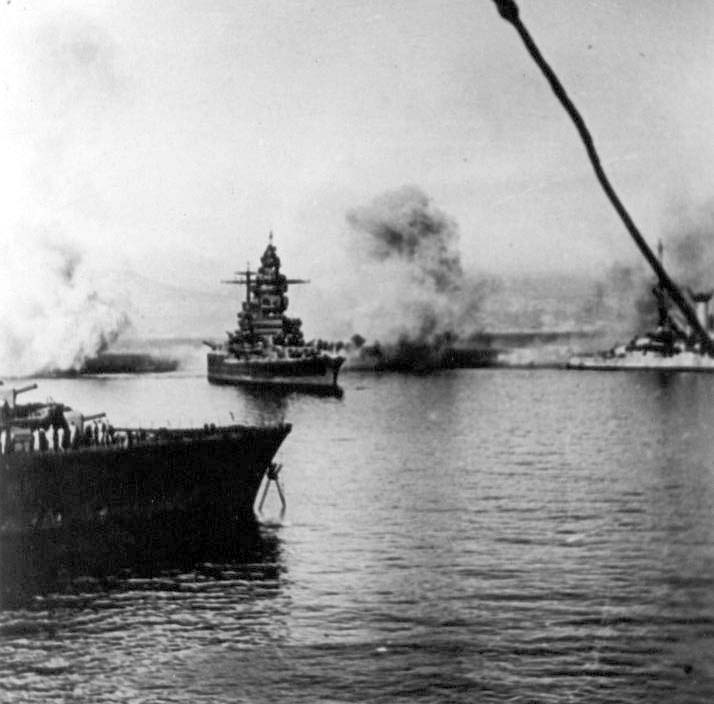
Lo Strasbourg durante l'azione di Mers-el-Kébir del 3 luglio 1940, mentre molla gli ormeggi e tenta di uscire dalla rada; sulla destra il relitto della corazzata Bretagne, appena saltata in aria.

Dopo la resa della Francia, conseguente l'invasione tedesca del maggio-giugno 1940, la neutralizzazione delle unità della Marine nationale divenne un obiettivo prioritario per la Royal Navy britannica, onde impedire che le navi francesi cadessero in mano delle Potenze dell'Asse. Il 3 luglio 1940 la Force H britannica si presentò davanti Mers-el-Kébir e pretese la resa della flotta francese qui stanziata; al rifiuto del comandante francese, ammiraglio Gensoul, le navi britanniche aprirono il fuoco sulle unità della Marine nationale, impreparate allo scontro. Lo Strasbourg, che per disposizioni del suo comandante capitano Louis Edmond Collinet si era precedentemente preparata a salpare, fu mancato di poco da alcune salve da 381 mm sparate dalle navi da battaglia britanniche HMS Hood, HMS Resolution e HMS Valiant sul suo posto di ormeggio appena lasciato: scortato da cinque cacciatorpediniere, l'incrociatore riuscì a uscire dalla rada e a dirigere in direzione nord-est sfuggendo all'inseguimento attuato dallo Hood e da alcuni aerosiluranti Fairey Swordfish della portaerei HMS Ark Royal. La navigazione alla massima velocità dello Strasbourg fu ostacolata da danni riportati a una presa d'aria di un fumaiolo, che era stata bloccata da un pezzo di murata sollevatasi da un pontile: tutti e trenta i fuochisti della sala macchine numero 2 furono ritrovanti incoscienti a causa dei fumi di scarico tossici non espulsi dal fumaiolo, e tre sottufficiali e due marinai morirono successivamente per l'intossicazione riportata; navigando a ovest della Sardegna, lo Strasbourg riuscì ad arrivare indenne a Tolone il 4 luglio.
Con il Dunkerque gravemente danneggiato nell'attacco di Mers-el-Kébir, la nave da battaglia Bretagne affondata, la Provence immobilizzata e le corazzate Lorraine, Courbet e Paris internate in porti britannici, lo Strasbourg fu la maggiore unità della Marine nationale rimasta operativa sotto il controllo della Francia di Vichy e divenne quindi la nave ammiraglia della neo-costituita "Forza d'alto mare" (Forces de Haute Mer) dell'ammiraglio Jean de Laborde; l'unità comunque vide un ridottissimo impiego operativo sotto le insegne di Vichy, stante una cronica carenza di carburante: nel novembre 1940 l'incrociatore coprì, unitamente a due incrociatori pesanti, due incrociatori leggeri e alcuni cacciatorpediniere, il trasferimento da Mers-el-Kébir a Tolone della immobilizzata Provence, portato a termine senza incidenti. Nel 1941 l'incrociatore subì potenziamenti al suo armamento antiaereo  (furono aggiunti tre ulteriori impianti singoli di mitragliere da 13,2 mm), mentre nel 1942 fu installato un rudimentale apparato radar di scoperta aerea.
Lo Strasbourg rimase inutilizzato a Tolone fino al novembre 1942, quando i tedeschi invasero il territorio controllato da Vichy come ritorsione per l'invasione anglo-statunitense delle colonie francesi del Nordafrica; il 27 novembre, quindi, l'incrociatore partecipò quindi all'autoaffondamento della flotta francese a Tolone: lo scafo fu sabotato dall'equipaggio e, allagato, si posò sul fondo del suo posto di ormeggio. Riportato in galleggiamento il 17 luglio 1943 da tecnici italiani, se ne valutò il ripristino per conto della Regia Marina ma l'armistizio dell'Italia nel settembre seguente fece cessare ogni lavoro sulla nave che passò sotto il controllo dei tedeschi, per poi essere ritrasferita formalmente al governo collaborazionista francese il 1º aprile 1944; il 18 agosto seguente, durante un bombardamento aereo statunitense su Tolone (parte delle azioni dell'operazione Dragoon nel sud della Francia), lo scafo dello Strasborg fu colpito e affondato nella baia di Lazaret. Riportato a galla una seconda volta il 1º ottobre 1944, si decise di non ripararlo e lo scafo fu impiegato come nave bersaglio per testare le esplosioni subacquee sotto il nome di Q45, fino alla sua vendita per la demolizione il 27 maggio 1955.